# Franz Schechtel
Franz Albert Schechtel (en russe : Фёдор Осипович Шехтель — il se fait appeler Fiodor après 1915), né le 7 août 1859 à Saint-Pétersbourg et mort le 7 juillet 1926 à Moscou, est un architecte russe, descendant d'Allemands de la Volga catholiques, qui fut surtout actif à Moscou construisant en vingt ans cinq théâtres, cinq églises, trente-neuf hôtels particuliers et immeubles, la gare de Iaroslavl et nombre de constructions, dans le style néorusse, ou encore Modern Style.

## Biographie

### Premières années
Il naît deuxième de cinq enfants dans la famille d'un ingénieur pétersbourgeois descendant d'Allemands de la Volga. Sa mère et son père sont des Allemands — dont les ancêtres sont arrivés d'Alsace pour fonder en 1766 la colonie villageoise de Schuch — et originaires de Saratov, où il existait une forte minorité allemande installée au XVIIIe siècle par Catherine II. Le grand-père Schechtel, Joseph, s'installe à Saratov en 1820.

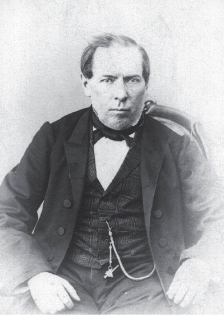
Franz Schechtel, l'oncle de l'architecte

Le futur architecte est baptisé Franz Albert dans l'Église catholique à l'église Sainte-Catherine de Saint-Pétersbourg. Son oncle paternel, baptisé aussi Franz, marchand de la première guilde, est un négociant et homme d'affaires important de Saratov. Il a fait bâtir le théâtre de Saratov et fonde en 1840 la Société littéraire et musicale des marchands de Saratov, le club des négociants de Saratov, le jardin « Tivoli » en 1859, etc. La famille est propriétaire à Saratov de plusieurs magasins, d'un hôtel, de plusieurs manufactures dont une de tabac. Elle est également propriétaire de filiales de magasins à Saint-Pétersbourg, Krasnoïarsk, Ienisseïsk, Moscou et Nijni Novgorod. Les affaires sont divisés entre les cinq fils de Joseph: Franz, Anton, Johannes, Aloys et Joseph II. 

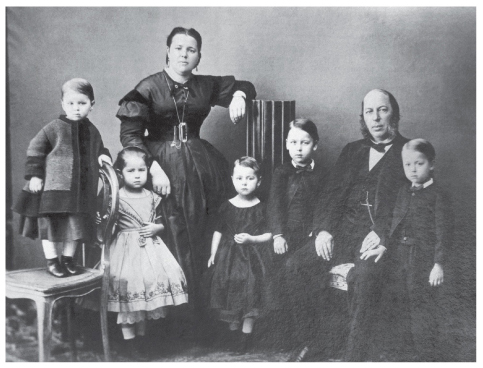
Le futur architecte Franz Schechtel (debout à droite de son père) et sa famille en 1865. Il est surnommé alors dans la famille: Adia

La famille du futur architecte quitte Saint-Pétersbourg en février 1866 pour retourner à Saratov, Joseph II Schechtel (le père de Franz Albert) devant collaborer à l'entreprise familiale et aider son frère, mais tous les deux meurent endettés dans le courant de l'année 1867. La famille est ruinée; la mère de Franz Schechtel, née Rosalie Dorothée Goetlieb (dite Daria), est obligée de trouver des pensions gratuites pour ses enfants (un sixième enfant, Victor, naît après la mort du père en 1867) et de travailler elle-même à Moscou pour Pavel Tretiakov, en tant qu'économe. Franz fait ses études au lycée de garçons de Saratov en 1871, puis au séminaire catholique de Saratov (gratuit) dont il sort en 1875.

### Débuts de carrière
Il arrive à Moscou en 1875 pour suivre les cours d'architecture de l'école de peinture, de sculpture et d'architecture, où il étudie avec Nicolas Tchekhov (frère de l'écrivain) et Isaac Levitan, mais il se fait renvoyer pour manque d'assiduité en 1878. Il semble que ces manquements à la discipline soient dus à la maladie de sa mère, dont il s'occupe.

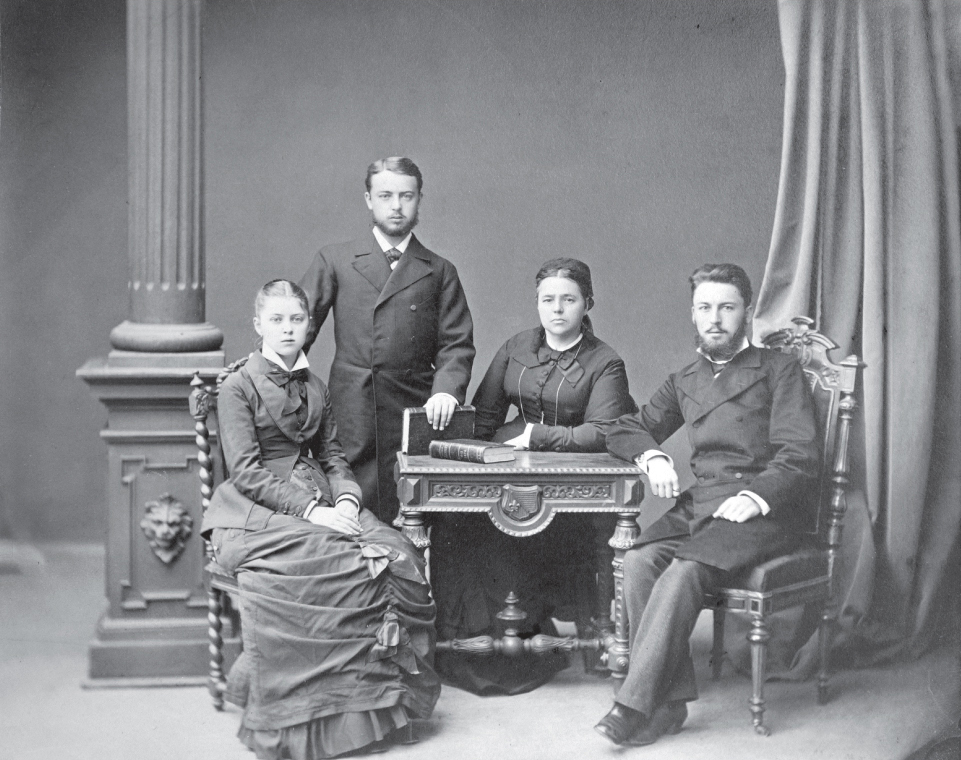
Franz Schechtel debout à la droite de sa mère, avec sa sœur Maria et son frère Joseph III assis à droite, à Moscou en 1875.

Il entre donc à dix-neuf ans à l'atelier de l'architecte Kaminsky, beau-frère et ami de Tretiakov, jusqu'à la fermeture de l'atelier en 1887. Il participe à plusieurs projets d'hôtels particuliers, dont celui des Chtchapov (premier travail personnel), à la façade du musée historique de Moscou, etc. Il peint en plus des icônes, des fresques d'église et donne des vignettes et illustrations pour des journaux (Boudilnik, Svertchok) afin de gagner sa vie. C'est à cette époque qu'il rencontre Tchekhov et son frère Nicolas, peintre. Schechtel illustre en 1886 un livre de Tchekhov qui le recommande à d'autres écrivains. Dans les années 1880, Schechtel est également l'auteur de plusieurs décors saisonniers théâtraux de parcs et jardins publics et de décors de théâtre; mais la plupart de ses dessins de cette période ont été perdus, sauf des esquisses se trouvant aujourd'hui au musée Bakhrouchine de Moscou.
Ces expériences, ainsi que ses relations familiales dans l'entourage de Tretiakov, familiarisent le jeune Schechtel avec la vie artistique moscovite d'alors et ses riches mécènes, dont la richissime famille Morozov, appartenant à un milieu de Vieux-Croyants et dont il fait la connaissance par l'intermédiaire de Kamensky. Il construit la datcha en style néorusse du magnat des affaires Savva Morozov à côté de Moscou, celle de V. Morozov à Odintsovo, et refait avec leurs parcs quatre maisons de campagne des Derviz, magnats du chemin de fer, à côté de Riazan. Il dessine également les maisons de campagne du prince Galitzine à Soudak, des Irodov à Velikoïe, des Chilov à Proussy, près de Moscou, et le chai des Ouchkov à Foros et plusieurs hôtels particuliers de marchands à Moscou.
Comme projets architecturaux religieux, on peut distinguer à cette époque la chapelle Saint-Michel commandée par l'oncle de Tchekhov à Taganrog, l'intérieur de la chapelle funéraire des Lialine au monastère Danilov, la sépulture de Timofeï Morozov au cimetière Rogojskoïe. Schechtel collabore également avec Kamensky aux projets des architectes Constantin Terski (ru) et Dmitri Tchitchagov entre 1884 et 1887. Il dessine ainsi l'hôtel particulier des Glebov-Strechnev à l'angle de la rue Bolchaïa Nikitskaïa et de la petite rue Kislovski. Il termine la façade du théâtre Paradis construit par Terski à l'angle de cette même rue Bolchaïa Nikitskaïa.

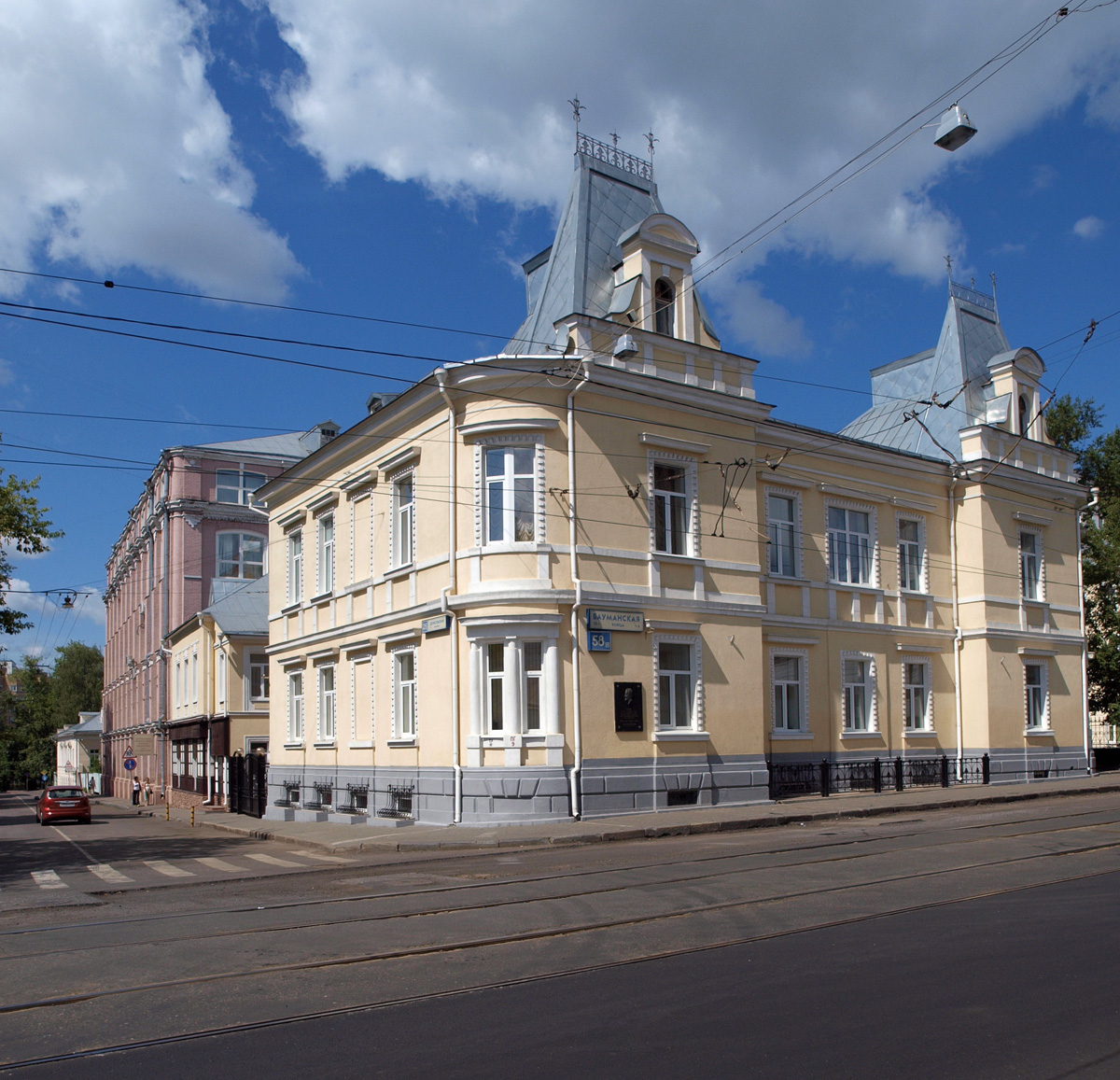
Hôtel particulier Chtchapov, rue Baumanskaïa à Moscou
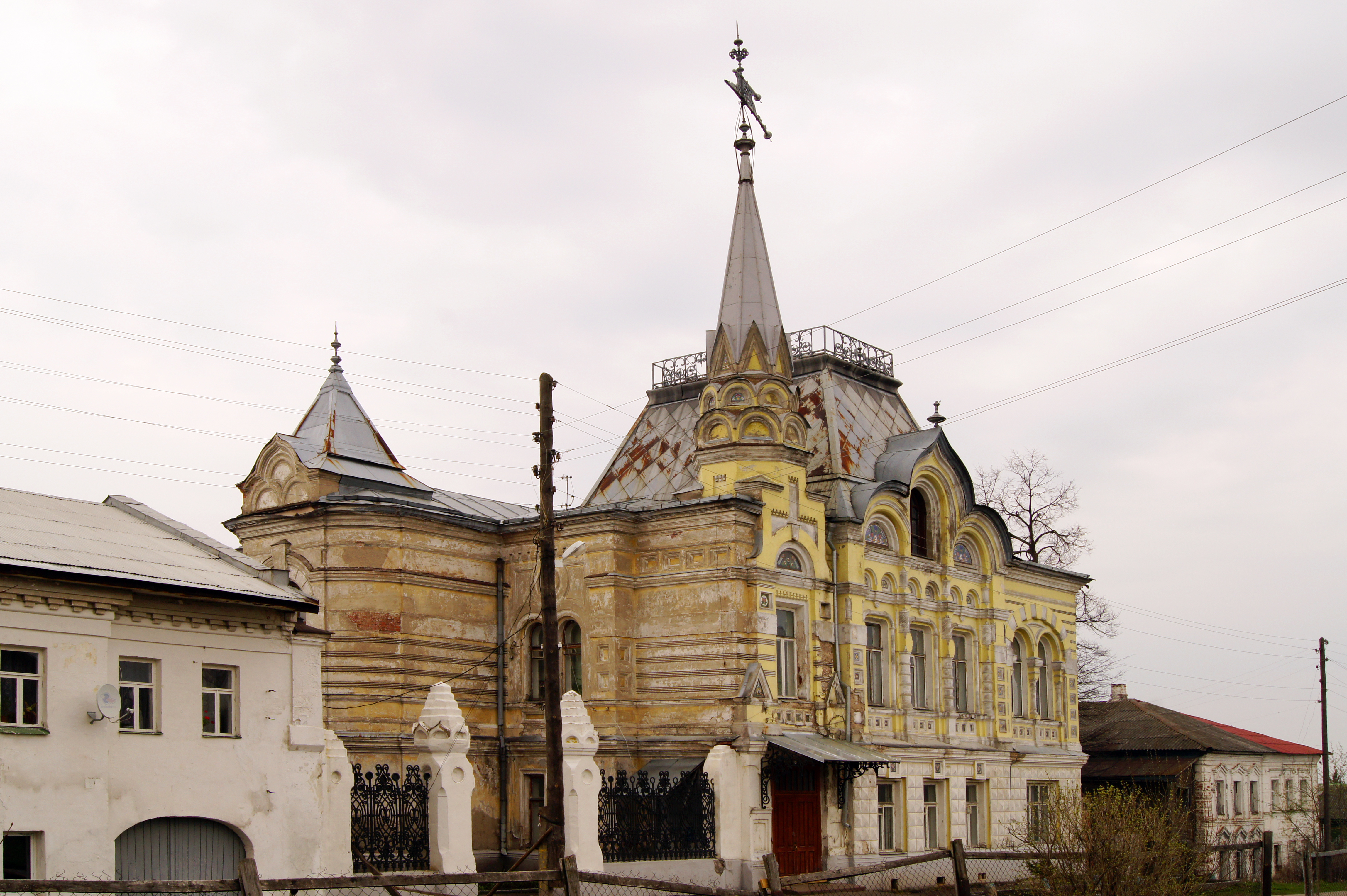
Maison de campagne des Lokalov à Velikoïe, dans l'oblast de Iaroslavl
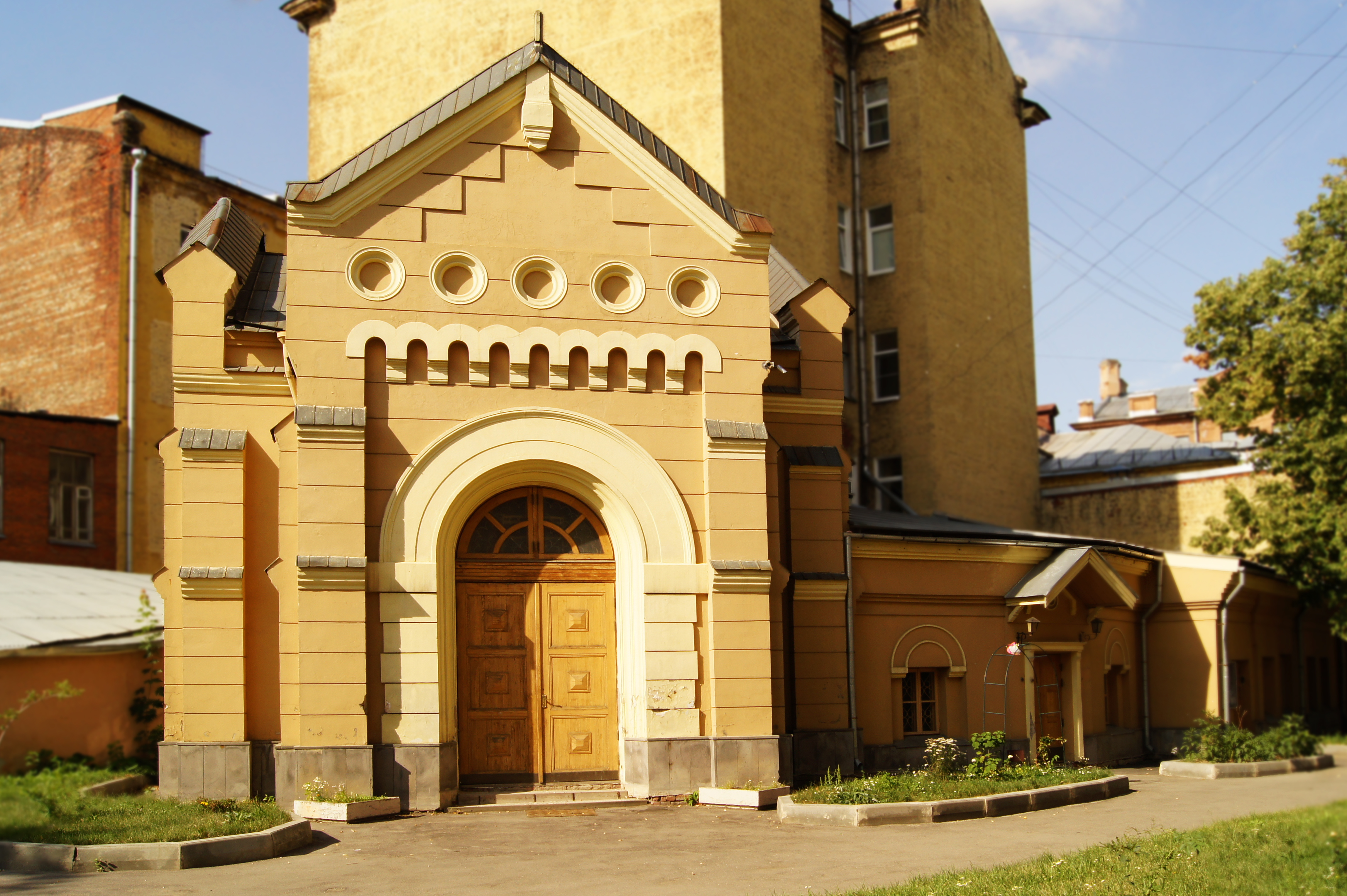
Chapelle dépendant de l'église luthérienne-allemande de Moscou
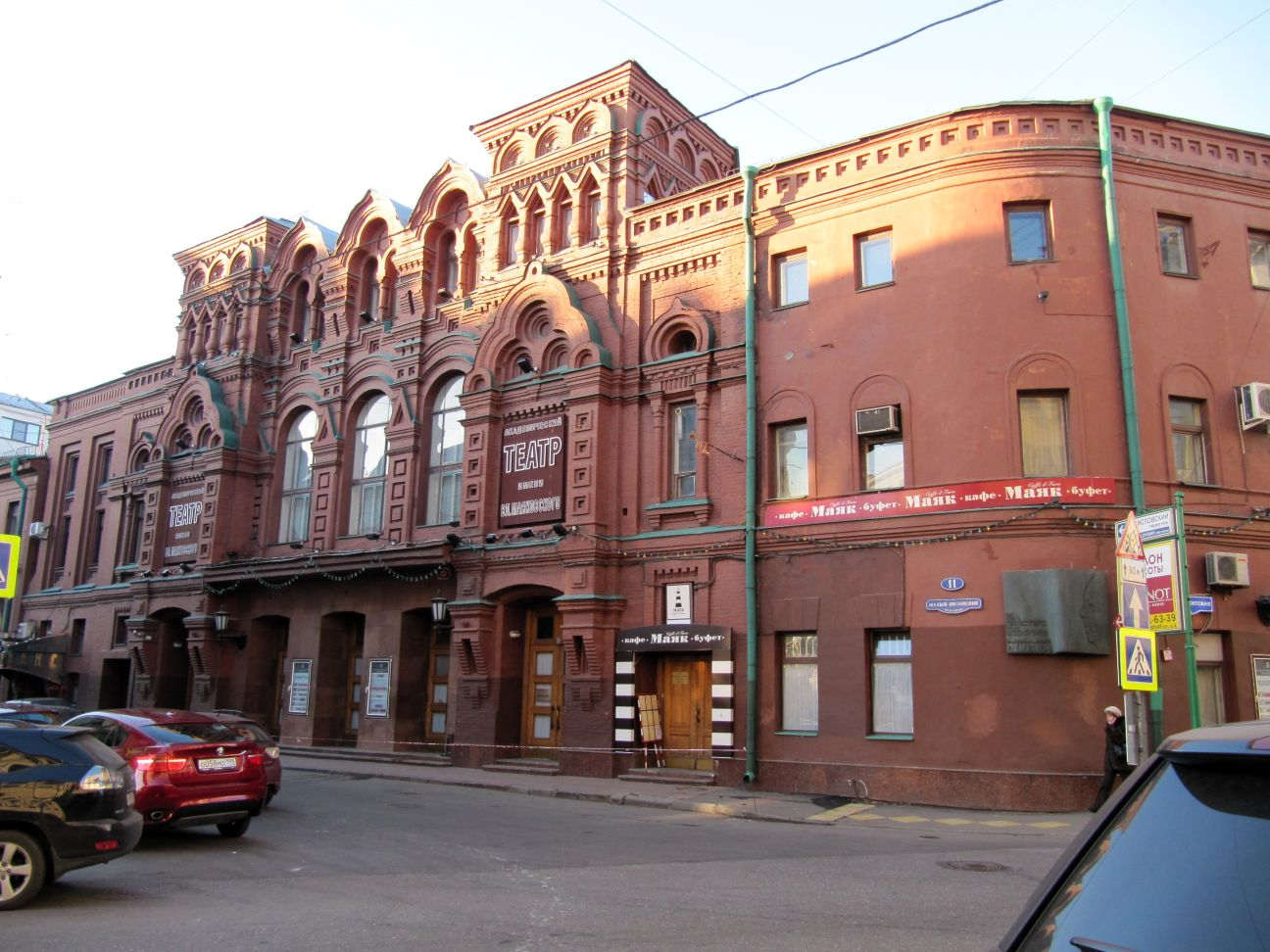
Façade du théâtre Maïakovski (ancien théâtre Paradis)

### Années 1890

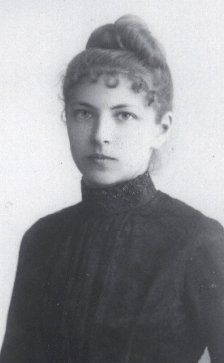
Photographie de Natalia Schechtel, née Jeguine

En 1886, Schechtel est enseignant d'architecture aux « classes des beaux-arts » fondées par l'architecte Anatoli Gunst (ru) (1858-1919). Il épouse le 15 juillet 1887 Natalia Timofeïevna Jeguina, fille de sa cousine germaine Catherine Frantzevna Schechtel, elle-même épouse de Timofeï Jeguine, qui se sont occupés de la famille de Frantz à son arrivée à Moscou. Il est inscrit cette année-là à la deuxième guilde des marchands de Moscou. Sa fille Catherine naît en avril 1888 et en avril 1889 son fils Boris, baptisés dans la foi orthodoxe de leur mère.
À partir de 1893, l'activité de Schechtel se consacre presque exclusivement à l'architecture avec des projets dominés par le style néorusse et le style néogothique. Certaines créations en bois de style néorusse n'ont pas survécu, car elles étaient prévues pour des événements temporaires, comme des pavillons et des décors en l'honneur du couronnement de Nicolas II, à Moscou et à Nijni Novgorod, en 1896.

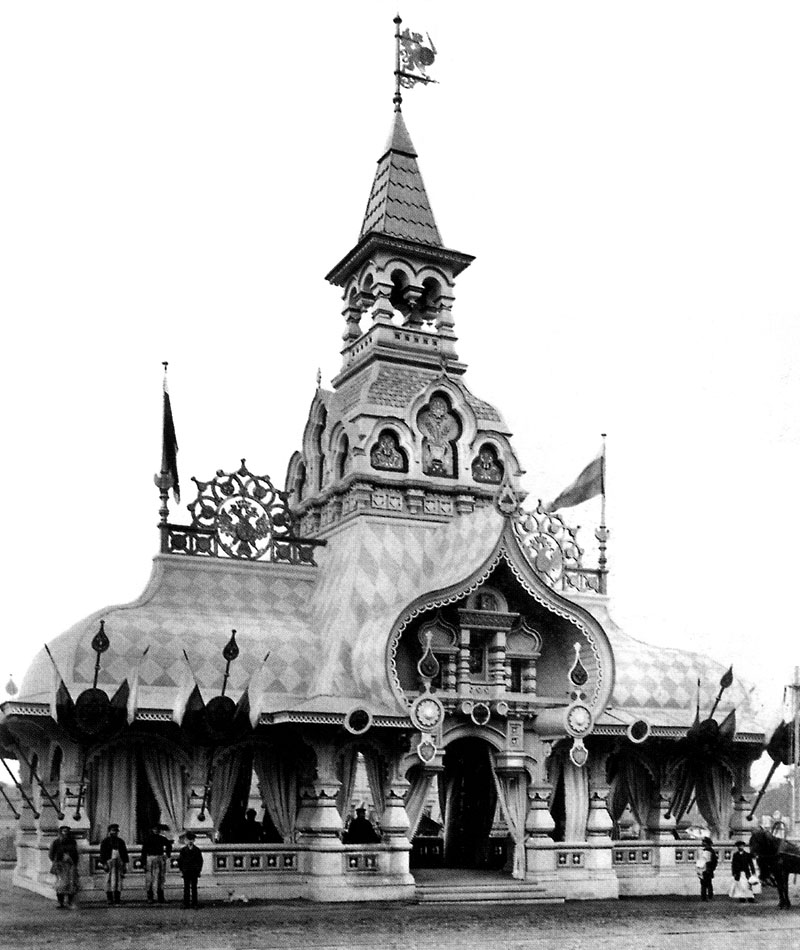
Pavillon en l'honneur du couronnement de Nicolas II à Moscou

Il reçoit ainsi à Moscou la commande du pavillon impérial de la gare d'Odintsovo, celle du décor de la place de la barrière de Tver et celle du pavillon de la ville à la place triomphale. À Nijny-Novgorod, où a lieu en été la foire annuelle industrielle et commerciale, une exposition commerciale et artistique est consacrée cette année-là au thème du couronnement. Il est chargé de créer le décor du quai impérial, de la maison principale de la foire, partagée en plusieurs salles, avec une tour d'entrée, un arc en forme de bateau, et des victrines des innombrables manufactures, ainsi que d'autres constructions.
Ses plans et dessins des années 1894-1898 dans le domaine de l'architecture religieuse s'inspirent de l'architecture byzantine et de l'intérieur de la cathédrale Saint-Vladimir de Kiev. Schechtel redécore l'intérieur de l'église Saint-Jean-Baptiste de la rue Piatnitskaïa, ainsi que celui de l'église Saint-Pimène-le-Grand dont il dessine l'iconostase (c'est l'un des premiers projets d'art religieux Modern Style en Russie), refait faire les fresques de l'église du monastère Danilov, construit le réfectoire du monastère de la Nativité-de-la-Vierge à Moscou et l'église du Sauveur à Ivanovo.
Il construit dans un style négothique novateur, par ses grandes ouvertures, des hôtels particuliers comme celui de la mère de Savva Morozov, Architecture Art nouveau à Moscou, inspiré du gothique anglais, rue Spiridonovka, en 1893-1898. Il commande à Vroubel trois panneaux pour le petit salon gothique: Matin, Midi et Soir, une sculpture, Robert et Bertram, pour l'escalier d'honneur et un vitrail représentant un chevalier médiéval. C'est le premier architecte à faire appel à Vroubel pour la décoration intérieure.

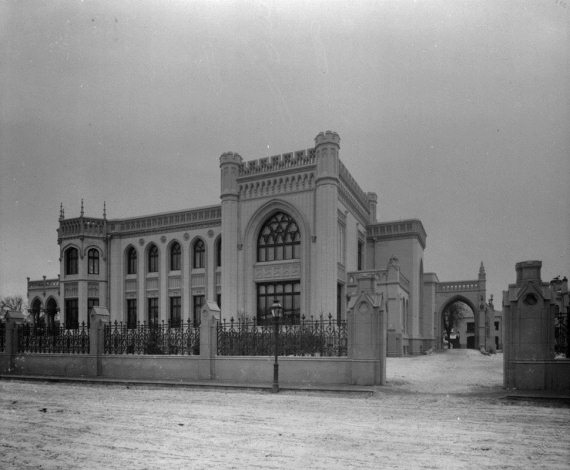
L'hôtel particulier Morozov au début du XXe siècle
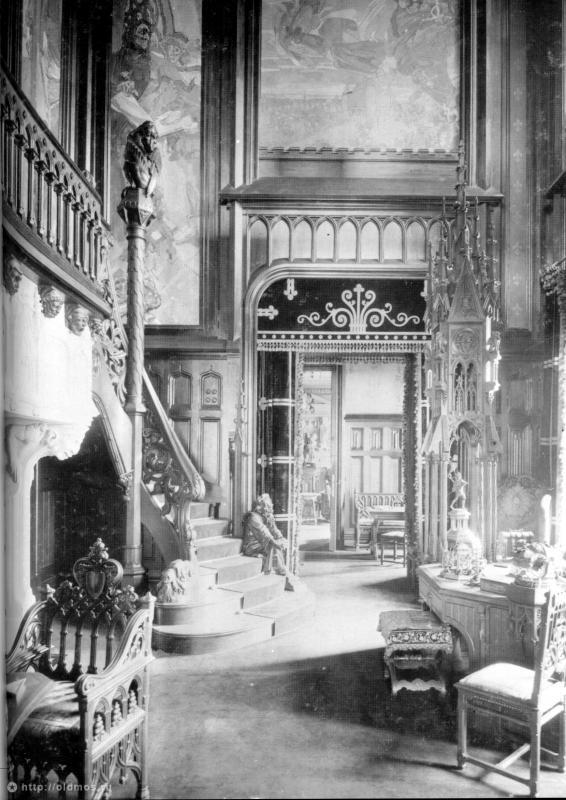
L'intérieur de l'hôtel particulier Morozov
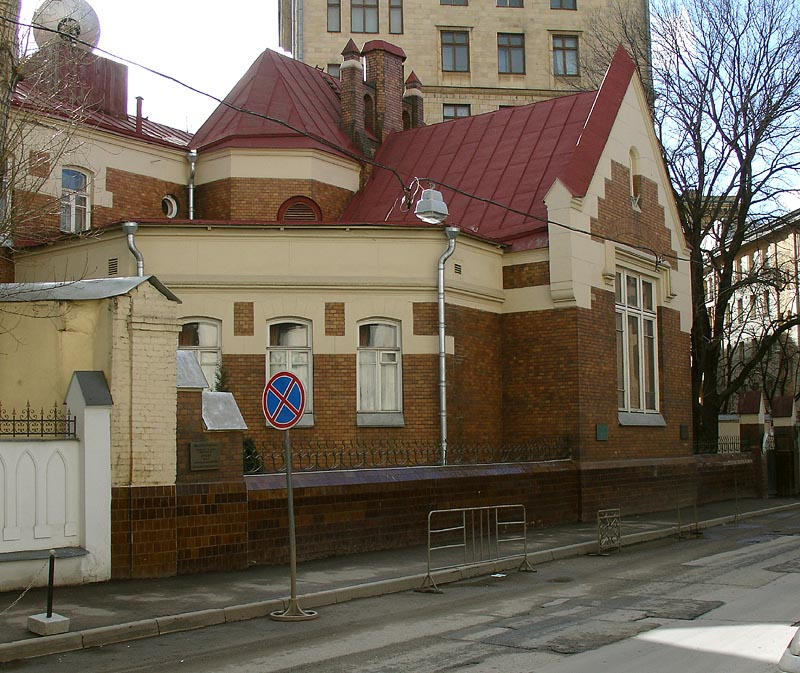
Maison particulière de Schechtel construite par lui-même (1896)
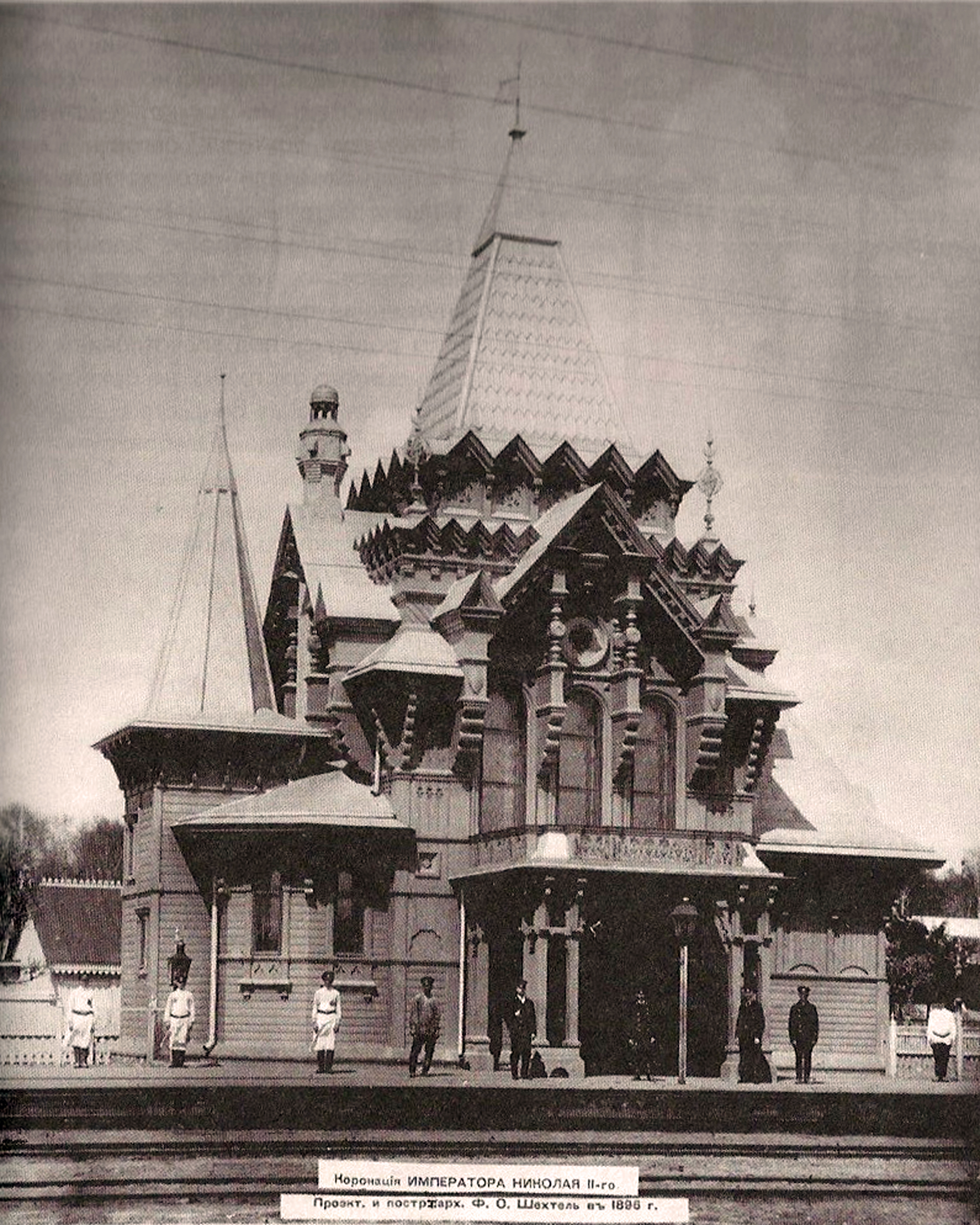
Pavillon impérial de la gare d'Odintsovo (1896)

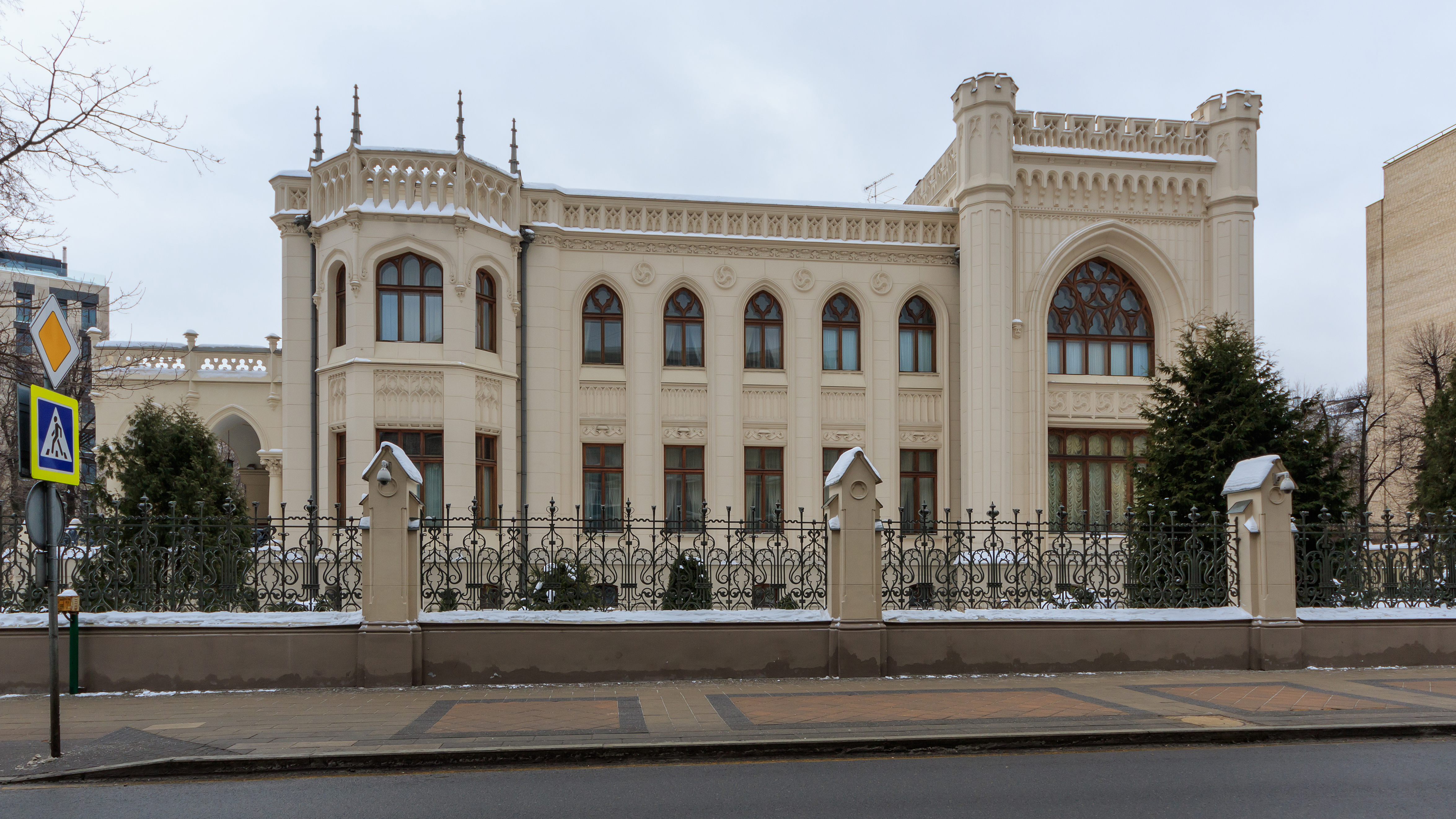
Vue de l'hôtel particulier Mozorov, rue Spiridonovka (1893-1898)

D'autres hôtels particuliers néogothiques sont construits par lui sur le modèle de son chef-d'œuvre de l'hôtel particulier Morozov. Ce sont l'hôtel particulier de Matveï Kouznetsov (ru) (cf illustration en bas de page), première rue des petits marchands (aujourd'hui avenue de la Paix; Prospekt Mira); les datchas d'I. Morozov dans le parc du palais Petrovski ; la propre maison particulière de l'architecte qui se trouve voie Iermolaïevski. Il dessine avec Vroubel l'intérieur de l'hôtel particulier d'A. Morozov, voie Podsossenski et de sa maison quai Sainte-Sophie (Sofiïskaïa naberejnaïa).
Il reçoit le droit en 1894 de devenir architecte civil de la part du comité technique des constructions du ministère de l'intérieur. Il est reçu en janvier 1895 à la Société moscovite d'architecture (qu'il dirigera de 1906 à 1922); mais son fils Boris meurt cette année-là. Schechtel dessine la sépulture familiale au cimetière Vagankovo, où lui-même sera enterré, ainsi que plusieurs membres de la famille Schechtel. Fort éprouvé par la mort de son fils, il vend sa maison en juin 1895, va habiter quelque temps au 28 rue Tverskaïa où il habita avec sa mère avant son mariage, et où se trouve son atelier dans la cour de l'immeuble. Il s'installe dans sa nouvelle maison qu'il fait construire en 1896, rue Iermolaïevski, à côté, et pend la crémaillère pour ses dix ans de mariage. Il commence ensuite à enseigner à l'académie Stroganov, dont il est titularisé en 1898.

### Modern Style

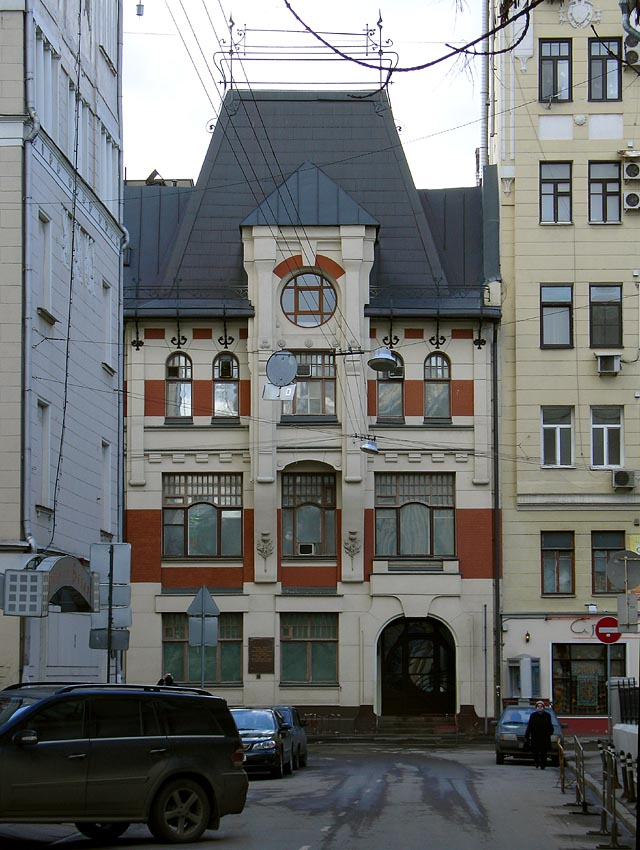
Vue de l'immeuble de l'ancienne imprimerie Levenson

Au tournant des années 1900, Schechtel se tourne vers l'Art nouveau que l'on appelle en Russie Modern Style. C'est en 1900 qu'il reçoit la commande du nouvel immeuble de l'imprimerie Levenson, voie des Trois-Étangs. Le projet est néogothique au début, mais à partir de la construction du grand escalier, la construction évolue vers l'Art nouveau. En fait un grand événement va avoir un retentissement dans la carrière de l'architecte, c'est l'ouverture de l'exposition universelle de Paris qui a lieu au printemps. De nombreux artistes de l'Europe entière y sont conviés. Schechtel y reçoit une médaille d'argent. C'est désormais un architecte célèbre; mais il ne sait pas qu'il n'a plus que dix ans devant lui de fécondité artistique.
Il construit les trois pavillons russes de l'exposition internationale de Glasgow en 1901, et surtout l'année suivante la gare de Iaroslavl à Moscou qui mélange le style néorusse et le Modern Style. L'hôtel particulier des Riabouchinski, rue Malaïa Nikitskaïa, est un exemple célèbre du vocabulaire de l'architecte avec les fonctions les plus modernes. Gorki y habita après la Révolution d'Octobre qui en chassa les propriétaires. Franz Schechtel est nommé en 1901 académicien de l'académie impériale des beaux-arts. Il a réalisé à l'époque quarante-cinq projets d'importance.
Il participe à l'exposition de 1902-1903 de Moscou consacrée à l'« architecture et [à la] production artistique du Modern Style ». Ses travaux significatifs de cette époque sont l'hôtel particulier d'Alexandra Derojinskaïa (1901-1904) avec son immense verrière, voie Kropotinskaïa; le siège de la Société moscovite d'assurance contre l'incendie; l'hôtel Boyarski dvor (La cour des boyards) sur la Vieille place (1901); la reconstruction du théâtre d'art (1902); la banque des Riabouchinski Compagnie des manufactures (1903-1904); l'immeuble de rapport de l'académie Stroganov (1904-1906); l'imprimerie du Matin de Russie appartenant aux Riabouchinski (1907-1909); la maison de commerce de la Société des marchands (1909), etc. Ces deux derniers bâtiments appartiennent au Modern Style rationnel avec des murs massifs et une décoration dépouillée. Il dessine également une bibliothèque et le musée de Taganrog tous les deux consacrés à Tchekhov (1914). 

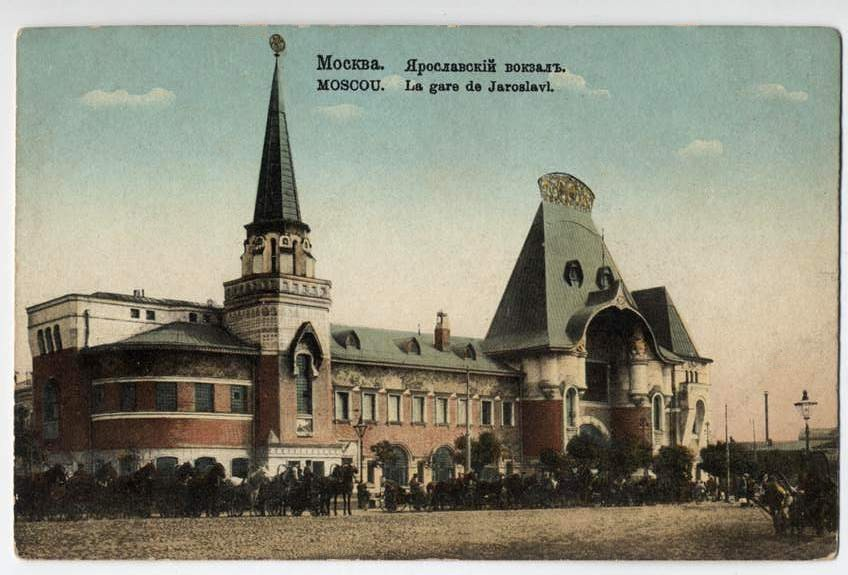
Vue de la gare de Iaroslavl au début du XXe siècle
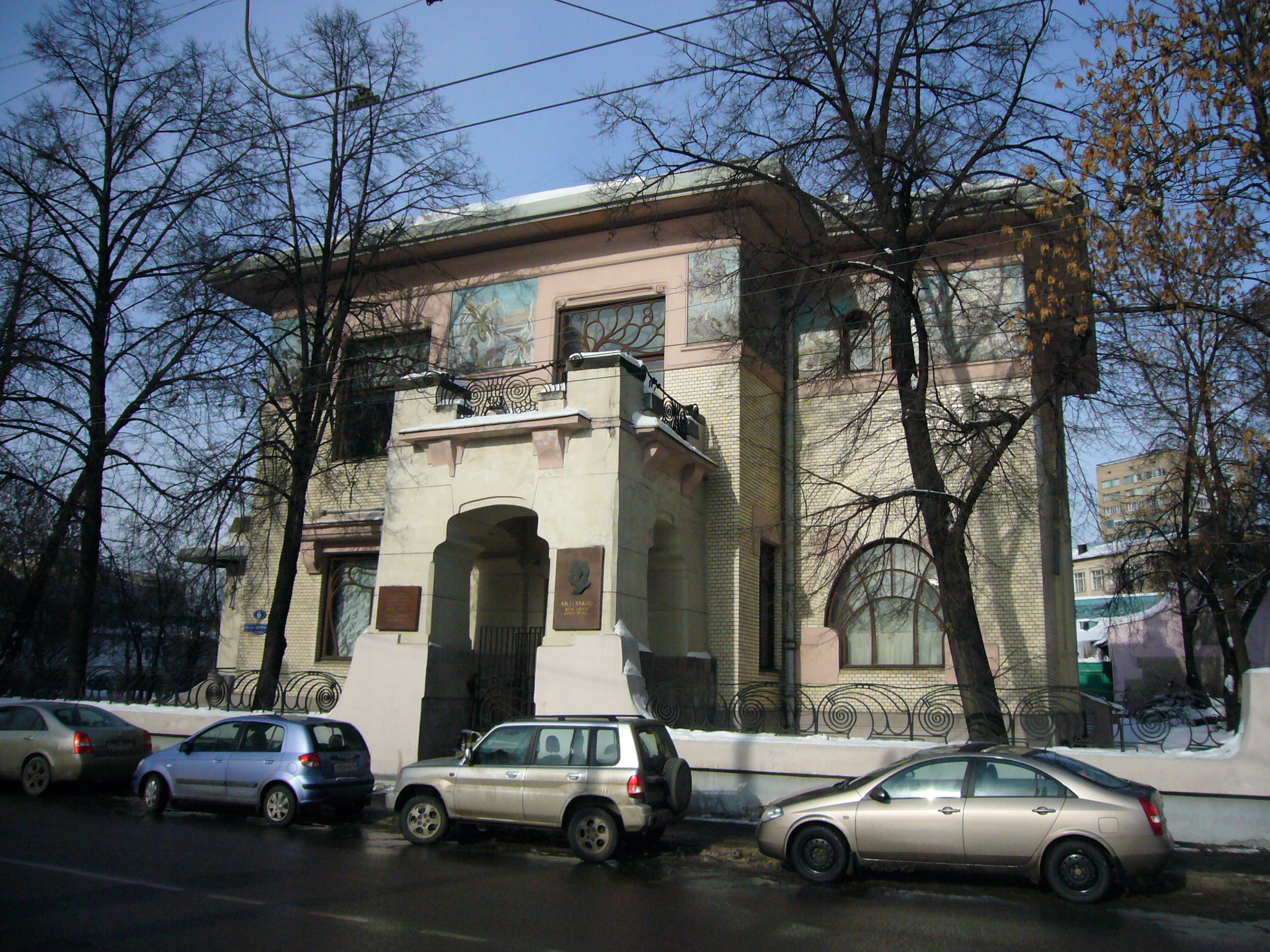
Vue de l'hôtel particulier des Riabouchinski
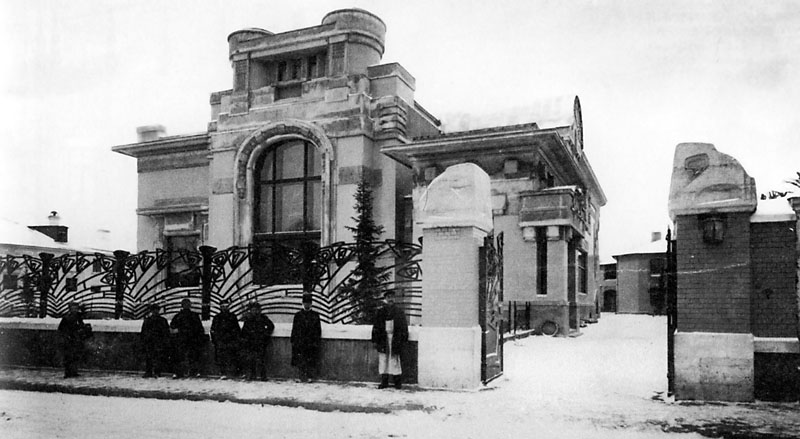
Vue de l'hôtel particulier nouvellement construit d'Alexandra Derojinskaïa
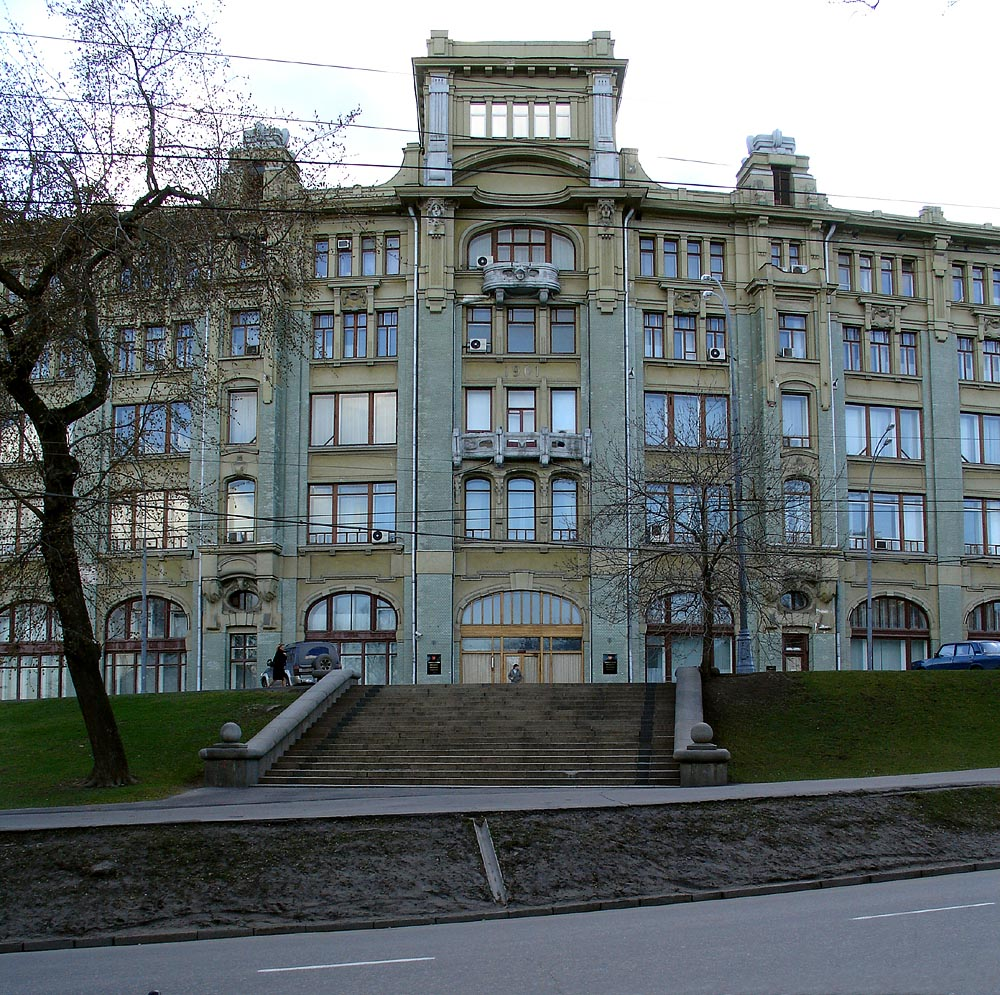
Façade de l'ancien hôtel Boyarski dvor (1901)
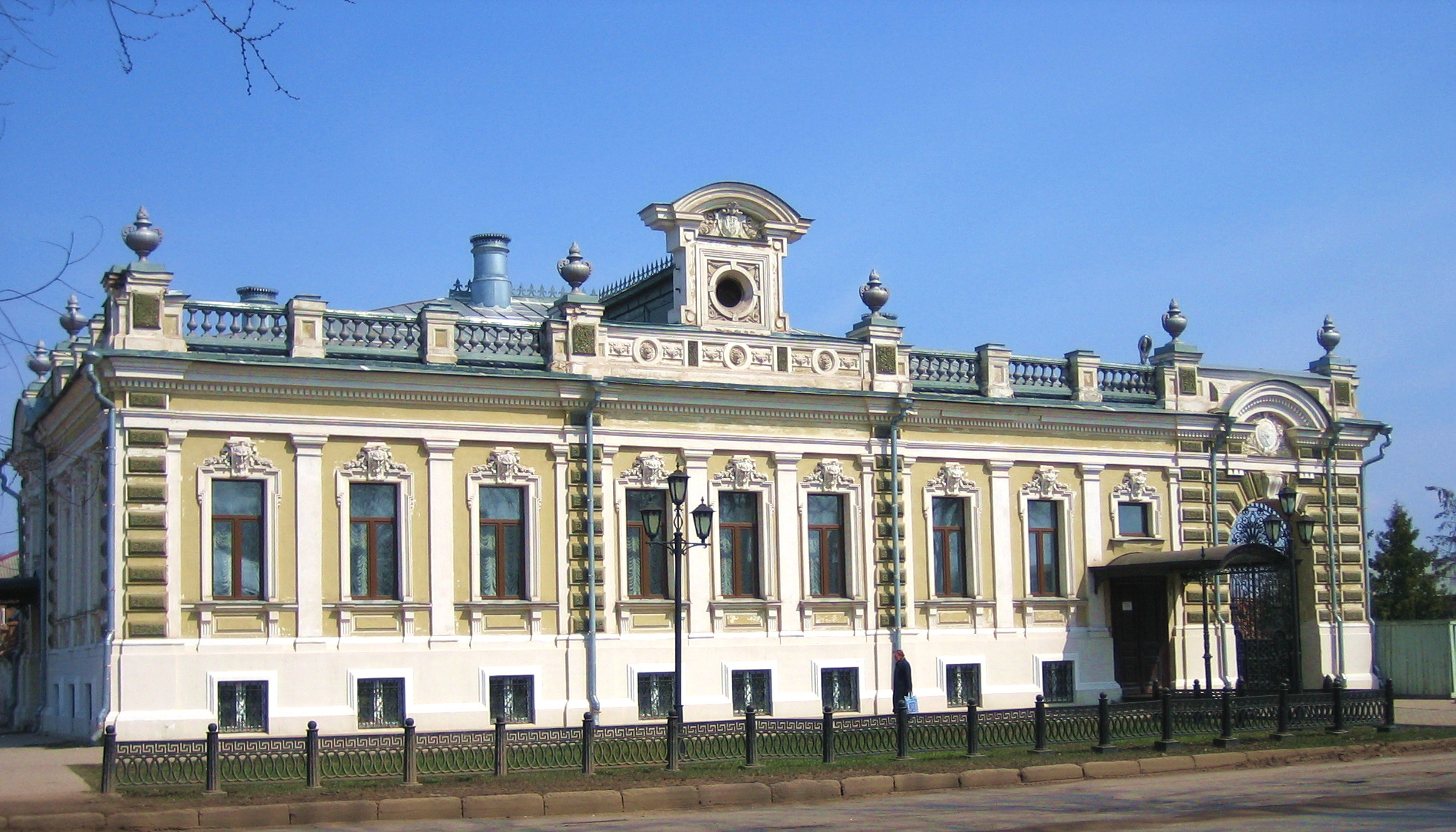
Hôtel particulier des Maltsev vers 1900

En province, Schechtel dessine l'église de la Trinité des Vieux-Croyants (1909) de Balakovo dans le gouvernement de Samara à la commande de négociants de Samara, les frères Maltsev, dont il avait construit l'hôtel particulier quelques années plus tôt. c'est une variante du style romantique néorusse de l'architecture Modern Style. Elle est construite en béton et en pierre. Il dessine également l'église du Sauveur d'Ivanovo dans le style néo-byzantin russe, construite par Begen sur les fonds de l'industriel Garéline et consacrée en octobre 1903. Schechtel est aussi l'auteur des plans en 1909 de l'hôtel particulier Sourochnikov à Samara.

### Années 1910: néoclassicisme et style néorusse

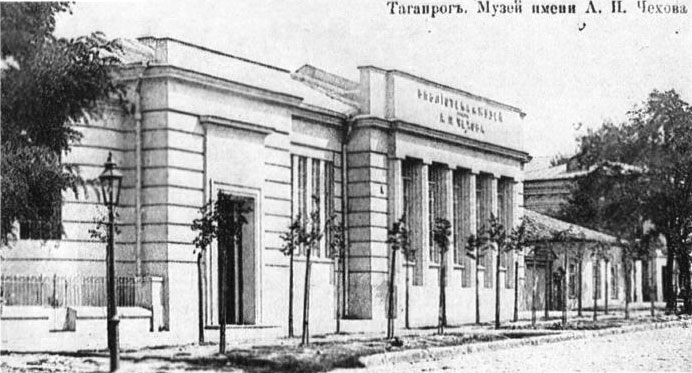
Vue de la bibliothèque Tchekhov de Taganrog en 1914

Au tournant de la fin des années 1900 et le début des années 1910, Franz Schechtel est emporté par des tendances rationnelles et rétrospectives, plus simples et parfois monotypes qui n'ont plus l'audace et l'originalité des années précédentes. On peut citer comme exemple la nouvelle maison particulière de l'architecte (cf illustration en bas de page) sise rue Bolchaïa Sadovaïa (1909); le cinéma Artistique de la place de l'Arbat (1912) d'inspiration néoclassique dite « rationnelle »; la maison d'exposition (1914-1915) de la voie Kamerguerski (Kamerherr); la maison-bibliothèque Tchekhov de Taganrog (1910). Il préside la Société moscovite d'architecture de 1906 à 1922, devient membre en 1908 du comité de construction des congrès internationaux d'architectes. Il est également membre d'honneur de la Société britannique des architectes; des Sociétés architecturales de Rome, Vienne, Glasgow, Munich, Berlin, Paris. Cependant sa période de fécondité artistique prend fin avec la guerre.
En 1915 (en pleine guerre contre l'Empire allemand), Franz Schechtel abjure la foi catholique et entre dans l'Église orthodoxe russe où avaient été baptisés son épouse et ses enfants. Il prend le nom de Fiodor (Théodore en russe). La même année, son fils Léon prend le nom de famille de sa mère.

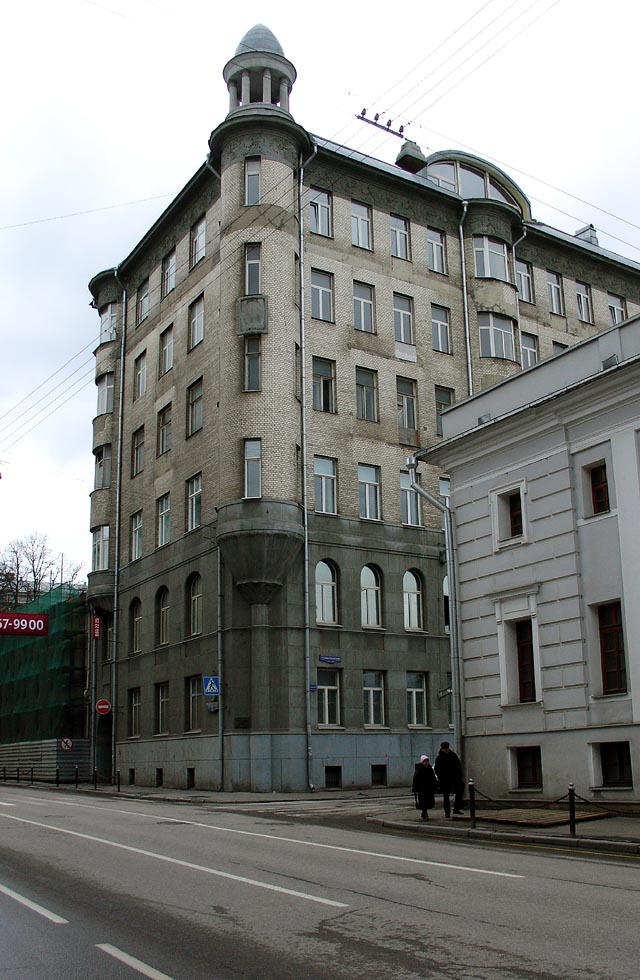
Immeuble Chamchine, rue Znamenka (1909)
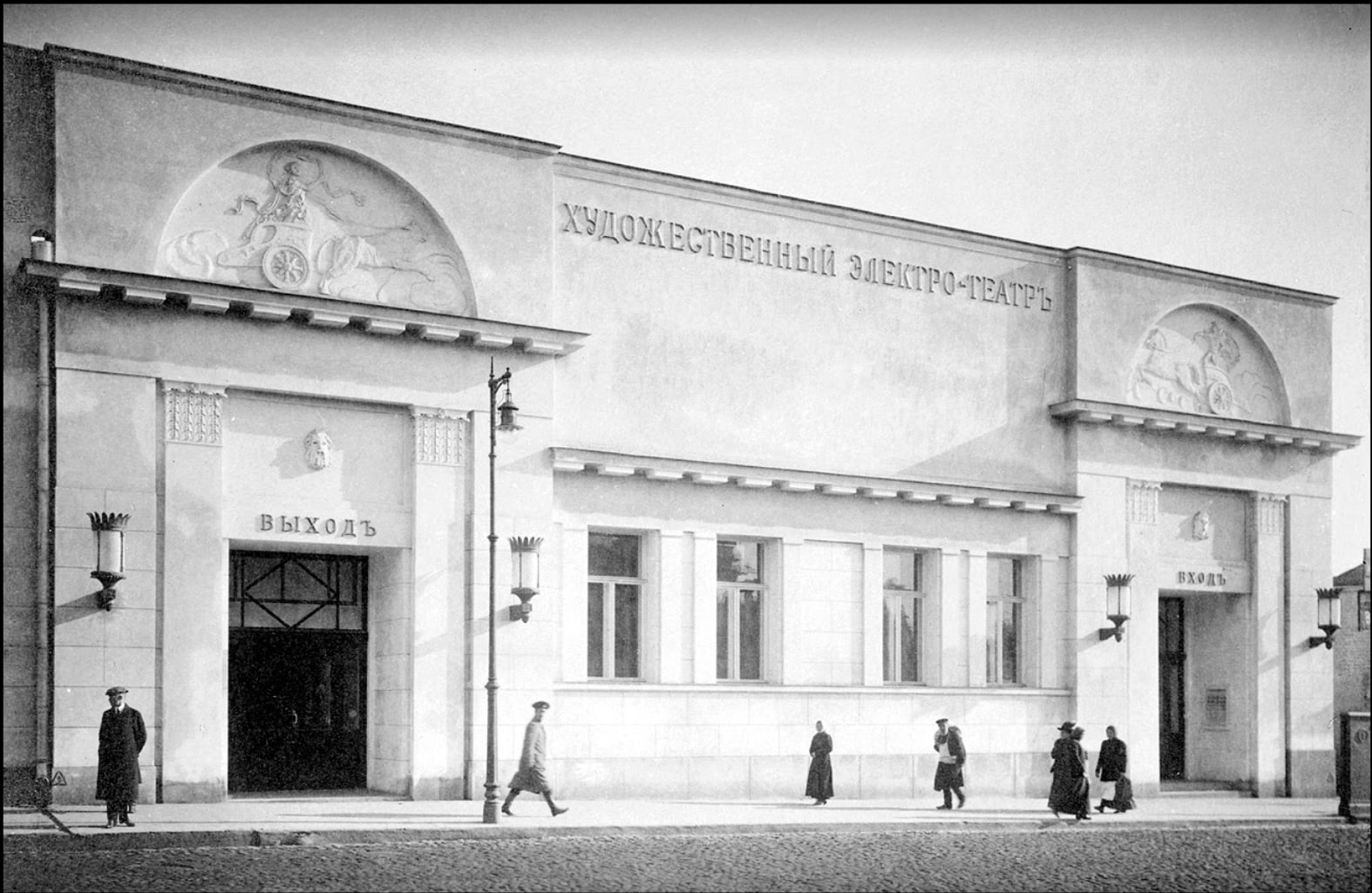
Façade du cinéma Artistique (1912)
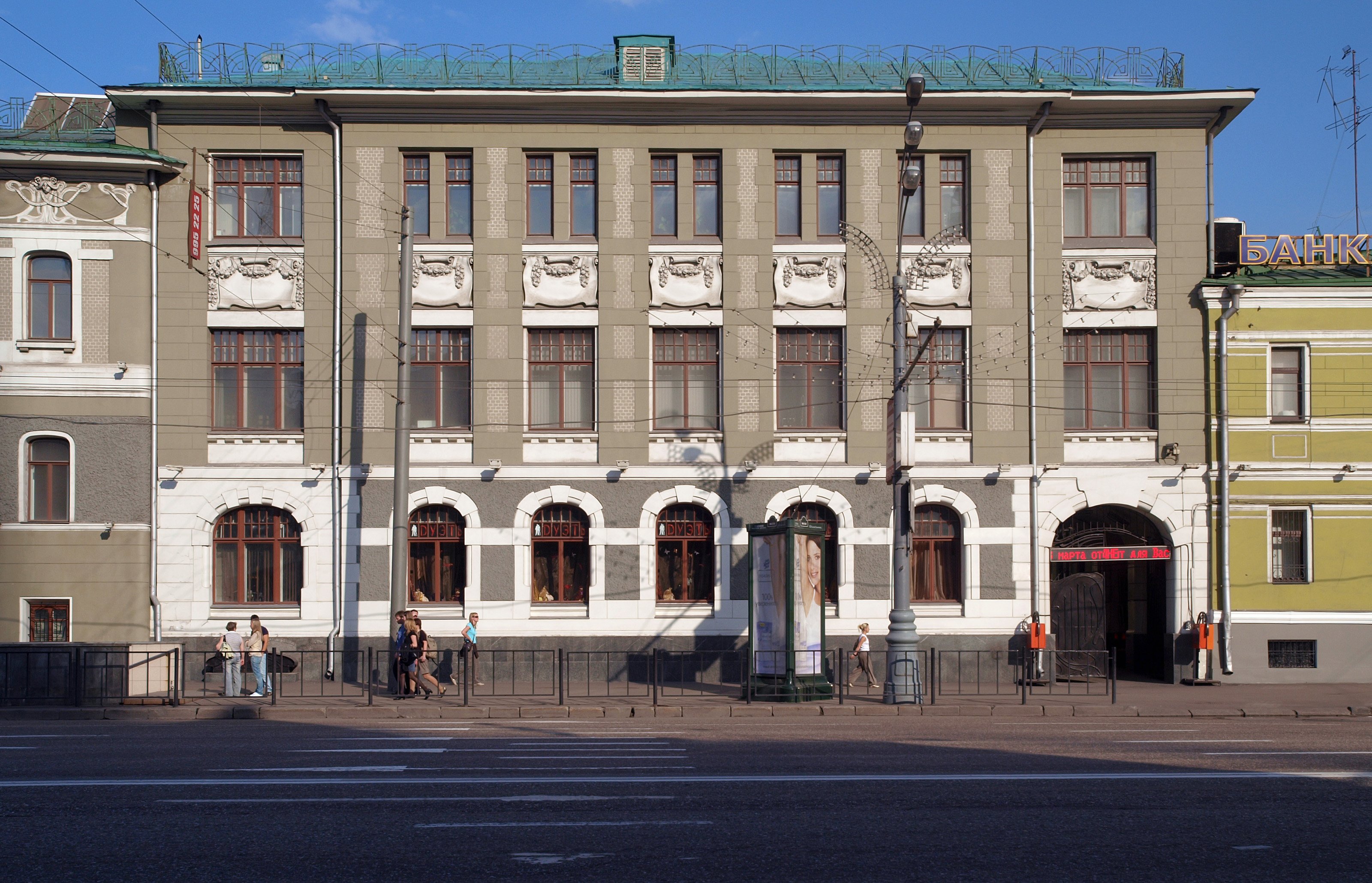
Façade de l'immeuble de rapport Kahn (1901), exemple précurseur du Modern Style d'inspiration « néclassique rationnelle »

### Après la Révolution
L'année 1917 avec la révolution de février et la Révolution d'Octobre est une année de troubles pendant laquelle Schechtel ne construit rien. Il s'efforce de donner des leçons dans différentes écoles d'architecture pour nourrir sa famille. Il a la chance d'avoir vendu à l'été 1917 son hôtel particulier de la rue Bolchaïa Sadovaïa, quelques mois avant que la propriété privée ne soit abolie en Russie bolchévique. La famille déménage d'abord dans une petite maison de location, jusqu'à ce qu'elle soit réquisitionnée, puis Schechtel décide de partir pour la Crimée (sur le conseil de Maria Tchekhova) qui n'est pas aussi atteinte par les événements que Moscou, mais il n'y parvient pas et assiste aux premiers mois de la révolution. Il trouve refuge avec sa femme et sa fille Kitty dans l'appartement de sa fille Véra et de son gendre. Ses collections, ses archives et sa bibliothèque trouvent place au siège de la Société moscovite des architectes, et ses meubles sont vendus petit à petit au marché noir.

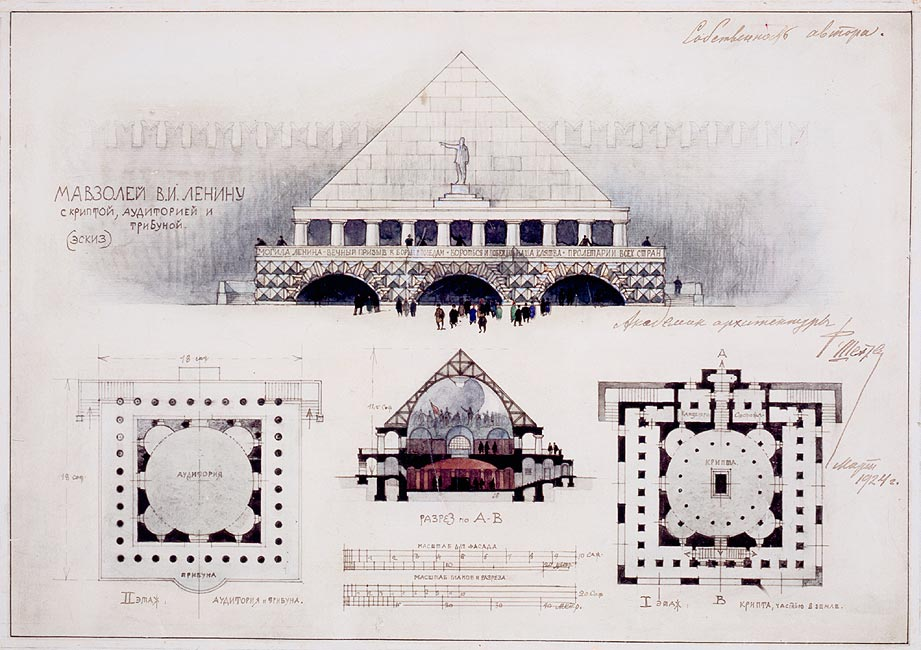
Projet du mausolée de Lénine

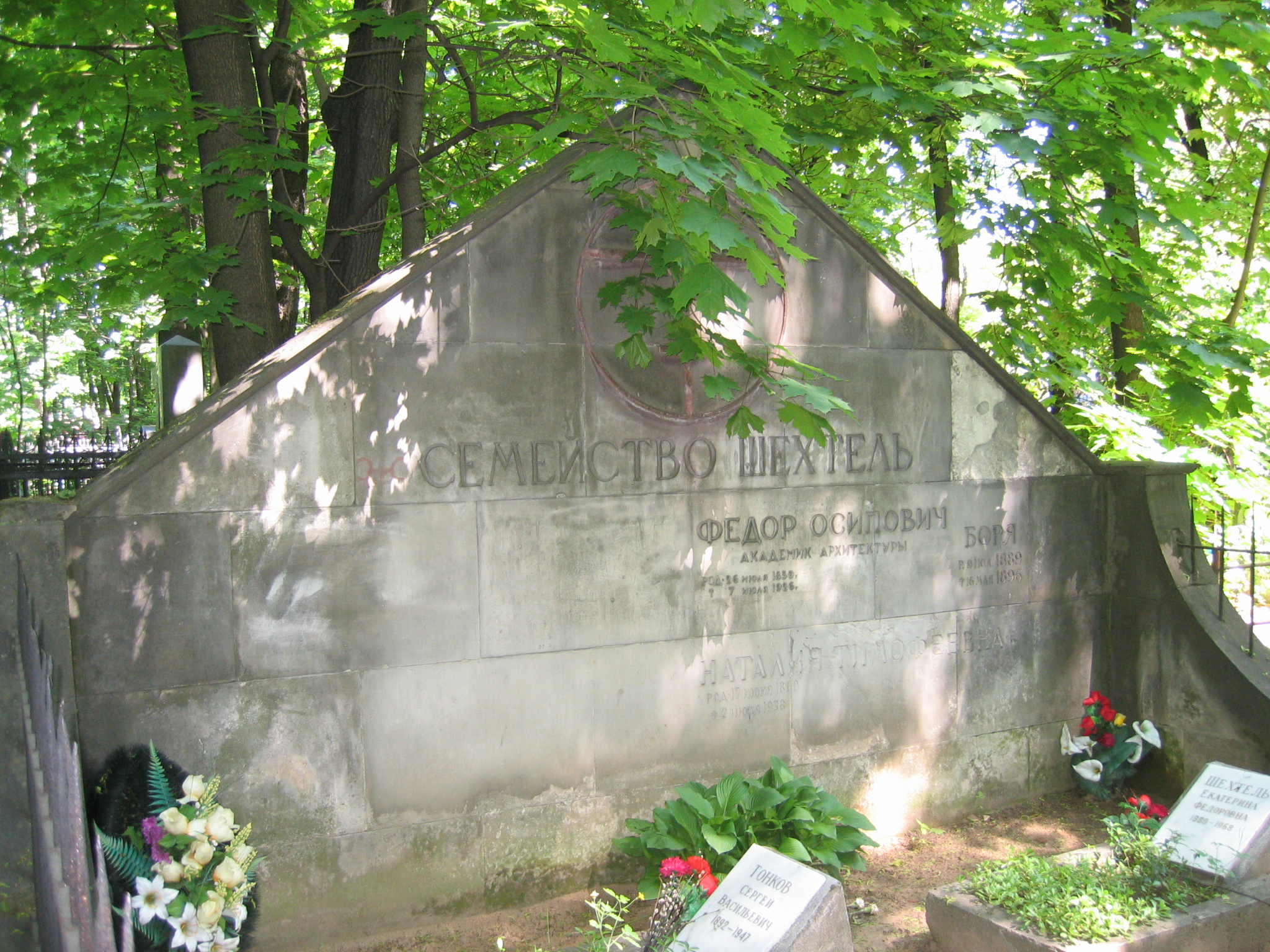
Sépulture de Schechtel et de sa famille au cimetière Vagankovo

C'est la fin de la carrière de Schechtel. Désormais il ne fait plus qu'enseigner: il obtient en 1918 la permission de devenir professeur d'histoire de l'art au Vkhoutemas. La guerre civile fait rage. En 1920, il est associé avec d'autres anciens architectes à un projet de planification pour l'irrigation du Turkestan, mais ce projet est rapidement abandonné. Il est associé également à la planification de quelques construction de maisons de repos ouvrières. 
C'est à la fin de 1920, à la fin de la guerre civile, que la situation de Schechtel s'améliore, lorsqu'il obtient la permission de faire partie du comité de production artistique du département technico-scientifique du soviet suprême de l'économie nationale. Il fait éditer un glossaire de nouveaux termes architecturaux, collabore à des projets graphiques d'art décoratif dans le sens de l'Agit-prop (porcelaine, textile, graphisme). Le comité est liquidé en 1922. Il s'investit dans un projet d'exposition au musée Tchekhov, puis il démissionne de la Société moscovite d'architecture. Il est convié à participer au réaménagement du théâtre Maly, il est encore membre du jury du concours de l'exposition agricole russe de Moscou en 1923 et dessine avec Viatcheslav Razvadov le pavillon du Turkestan, puis un monument aux vingt-six commissaires politiques de Bakou. Il fait encore partie du concours pour le projet du mausolée de Lénine après sa mort en 1924, dessinant une pyramide égyptienne, mais il n'est pas choisi.
Schechtel commence alors à vivre une période de grande pauvreté, l'obligeant à vendre ses derniers objets personnels. Il meurt d'un cancer de l'estomac le 7 juillet 1926 dans une petite datcha louée dans les faubourgs de Moscou.
Après la Révolution, le style de Schechtel est méprisé, car il est considéré comme appartenant au formalisme bourgeois. On commence à s'y intéresser à nouveau à partir des années 1980. La plupart de ses bâtiments de Moscou abritant aujourd'hui des ambassades ou des administrations, ceux-ci sont bien conservés. Schechtel fait de nouveau l'objet d'études depuis une vingtaine d'années.

## Famille

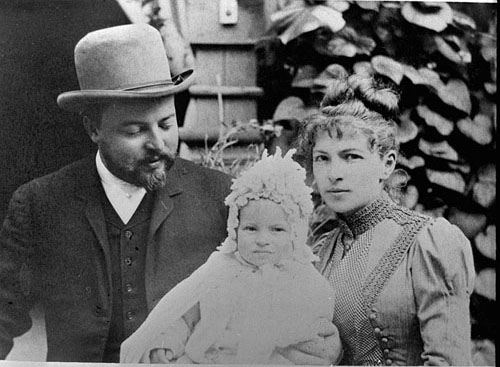
Franz et Natalia Schechtel avec Kitty (1890)

Franz Schechtel épouse sa petite-cousine Natalia Jeguina (1861-1938) dont il a quatre enfants:
- Catherine, dite Kitty (1888-1968), jamais mariée
- Boris (1889-1895)
- Léon (1892-1969), il prend le nom de famille de sa mère à partir de 1915 (Jéguine), à cause de la consonance allemande de son propre nom de naissance, en pleine germanophobie due à la Grande Guerre. Il devient peintre et théoricien de l'art. Il illustre en 1913 le premier recueil de poésies de Maïakovski Je.
- Véra (1896-1958), artiste. Elle appartint dans sa jeunesse au mouvement futuriste et fut amoureuse de Maïakovski. Elle épouse en premières noces un collaborateur de son père, Heinrich Hirschenberg, dont elle a une fille, Marina, en 1919. Hirschenberg émigre et le ménage est déclaré divorcé en 1923. Elle épouse un secrétaire du Gosplan en secondes noces, Sergueï Tonkov, avec qui elle a un fils, Vadim (1932-2001), futur acteur.

## Illustrations

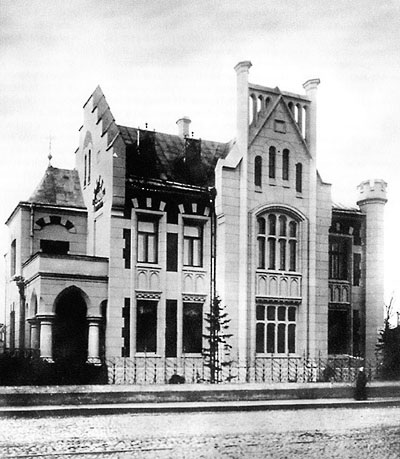
Hôtel particulier de la famille Kouznetsov à Moscou (1896)
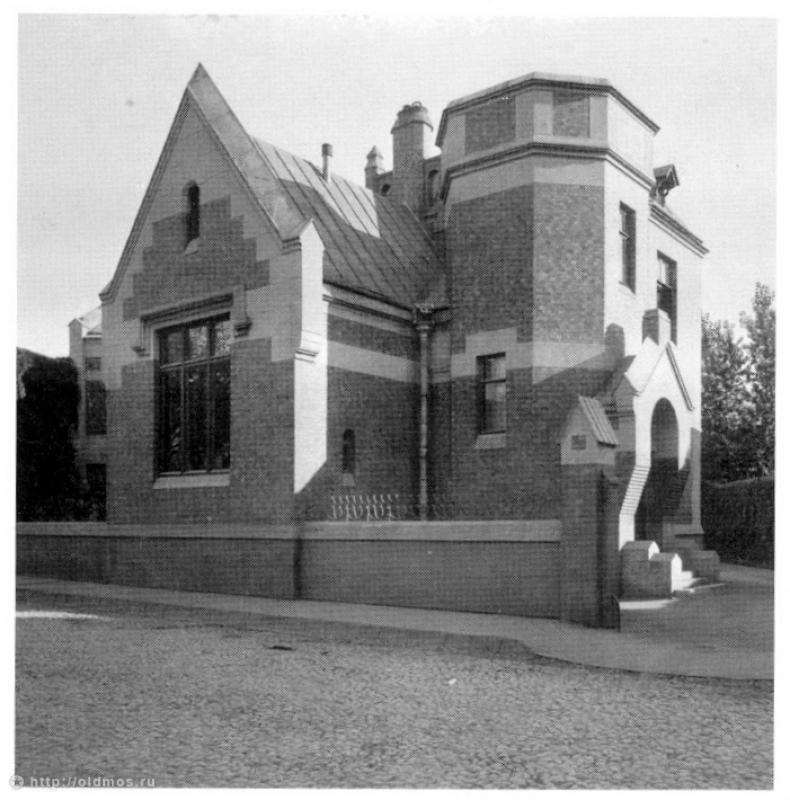
Hôtel particulier de la famille Schechtel, voie Iermolaïevski (1896)
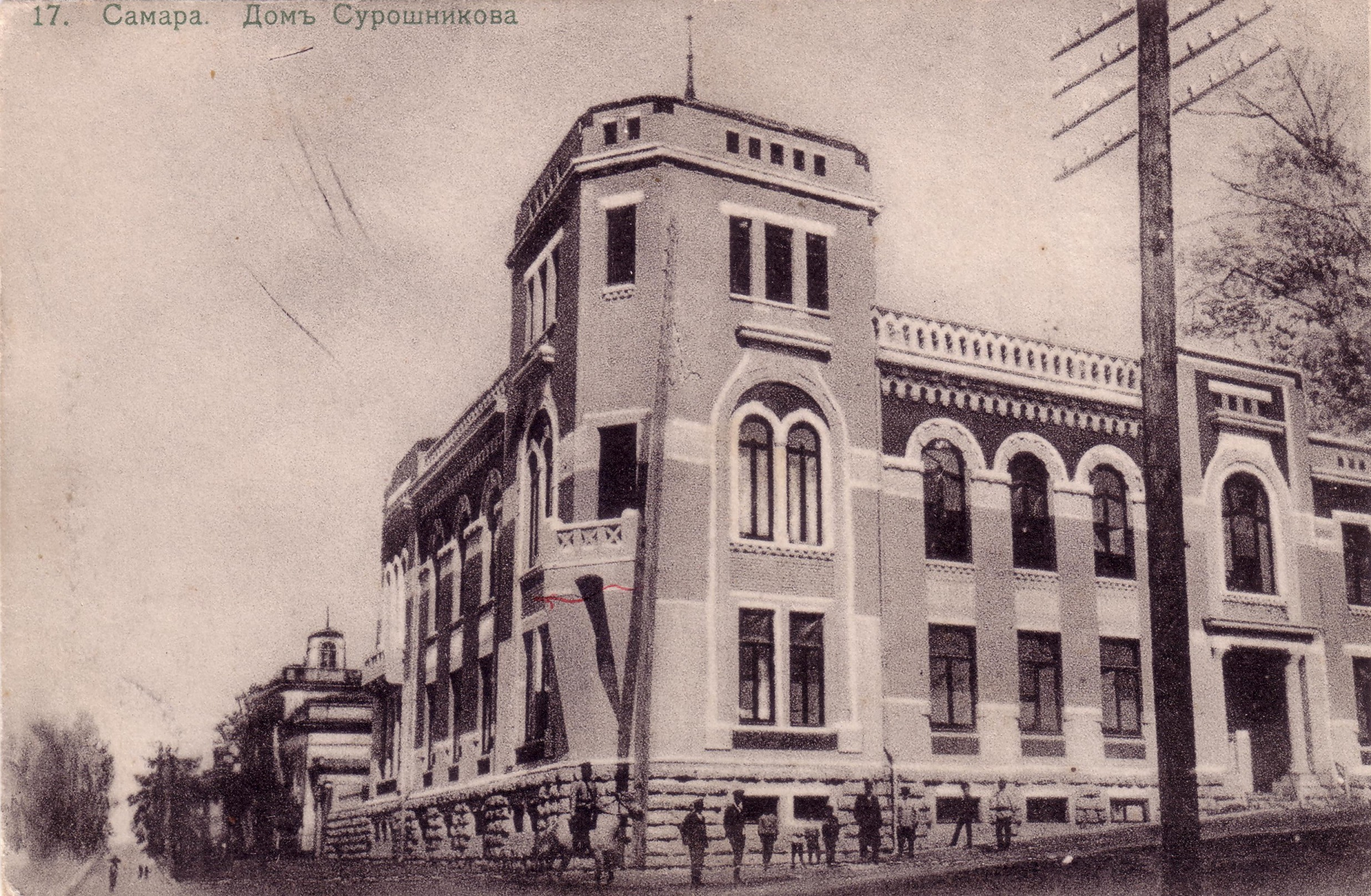
Hôtel particulier Sourochnikov à Samara (1909)
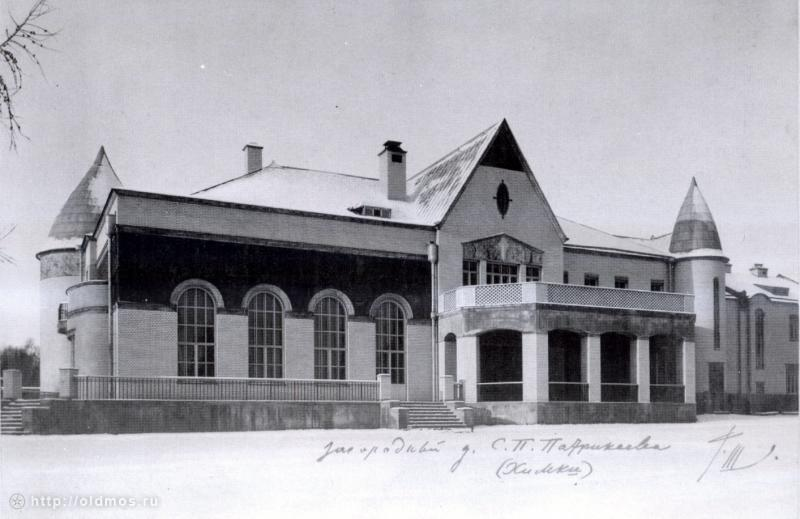
Hôtel particulier de la famille Patrikeïev à Moscou (1907-1909)
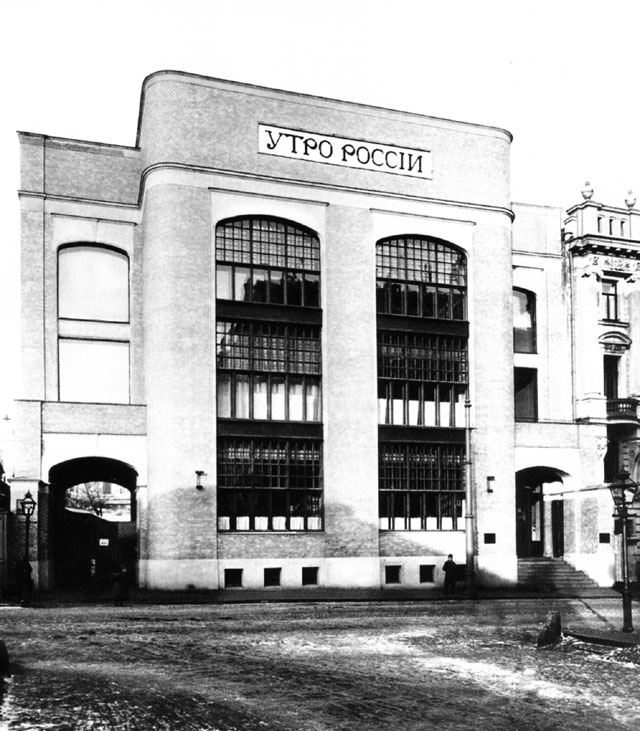
Imprimerie du Matin de Russie (1907-1909)
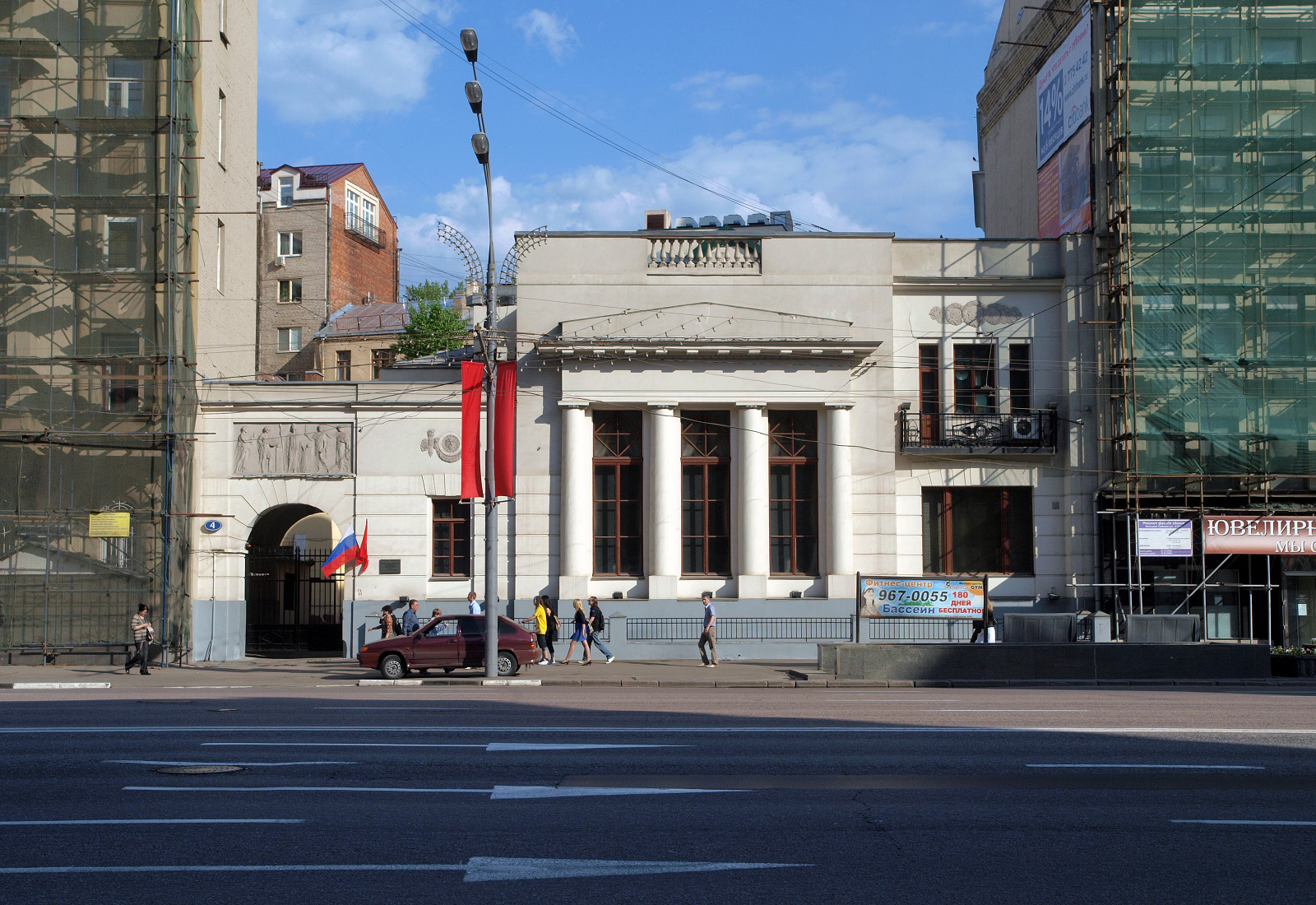
Façade néoclassique de la dernière maison de la famille Schechtel, construite par l'architecte en 1909

### Bibliographie

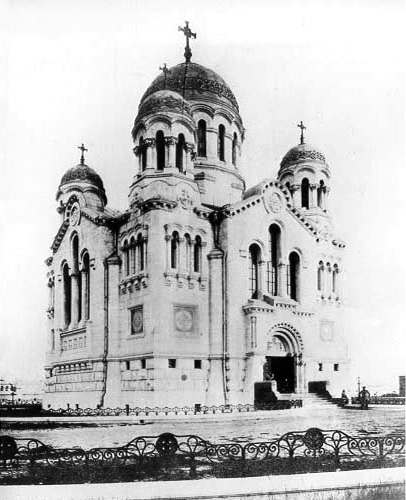
Photographie de l'église du Sauveur (Ivanovo), disparue